# مادة (فلسفة)

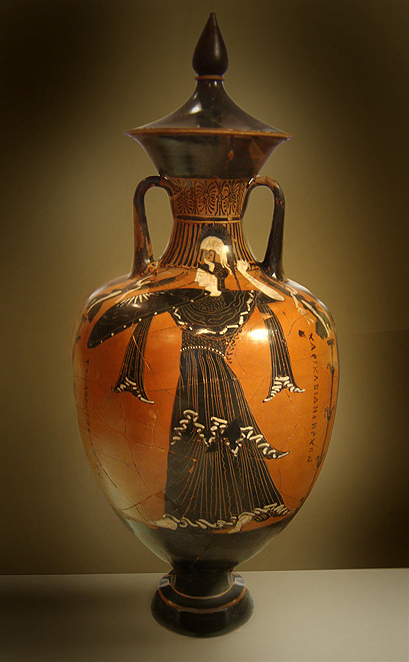

المادة في مجال الفلسفة، هي الركيزة التي  ينبثق منها الوجود المادي  والتي تبقى ثابتة، بشكل أو آخر، في ظل التغييرات. كلمة "المادة بالإنكليزية هي "matter" (ماتر) المشتقة من كلمة māteria (ماتيرا) اللاتينية وتعني "الخشب" وهي تدل في مساقها على "المواد" التي تختلف عن "العقل" أو "الشكل".

## الفلسفة الإغريقية

### الأرش
في الفلسفة اليونانية القديمة يعتبر أرش (ἀρχή) هو البداية أو المبدأ الأول للعالم. ادعى  طاليس الميليتوسي أن الماء هو أصل جميع الأشياء. دعم نظريته بحقيقة وجود الرطوبة في جميع أنحاء العالم والتي تزامنت مع نظرته بأن الأرض تطفو على الماء.

### أناكسيماندر
عارض تلميذه وخليفته أناكسيماندر نظرية طاليس نظرية حين أشار لاستحالة أن يكون الماء أصل (إرش) كل شيء لأنه لا يمكن للماء  أن تولد عكسها، أي النار. كذلك ادعى استحالة أن أن يكون أي من العناصر الأربعة (الأرض، النار، الهواء والماء) الأرش لنفس السبب. بدلا من ذلك اقترح وجود ما سماه «آبيريون» وهي مادة غير محددة هي الأصل لكل الأشياء، التي يولد منها كل شيء كما يعود اليها.

### اناكسيمينس
قدم اناكسيمينس، تلميذ أناكسيماندر، اطروحة متطورة أكثر حين افترض أن الهواء بدلا من الماء، هو الأرش. أشار إلى أن كل شيء مصنوع من الهواء من خلال التخلخل (الترقيق) أو التكثيف (التسميك). فالهواء المخلخل يصبح النار وفي حين تكثيف الهواء الرياح أولا ثم السحاب ثم الماء ثم الأرضثم الحجر على التوالي.

### فيثاغورس
درس فيثاغورس من ساموس، عالم الرياضيات والصوفي، أن العدد بدلا من المادة، يشكل الطبيعة الحقيقية للأشياء. ويبدو أنه قد أثر بنموذج سقراط المثالي.

### هرقليطس
آمن هرقليطس أن كل شيء هو دفق. في هكذا نظام لا هناك ضرورة لإمكانية المادة. كما اعتبر ليوكيبوس أن هناك جسيمات غير قابلة للتجزئة، أي ذرات، وهي وراء كل الوجود.

### إمبيدوكليس
قال إمبيدوكليس أن هناك أربعة عناصرمن الأشياء التي يشتق منها كل الأشياء وهي الأرض، الماء، النار والهواء. اضاف أخرون عنصرا خامسا هو الأثير، والتي منا اشتقت السماء.

### سقراط وأفلاطون
قبل سقراط،  على الأقل لم يعارض علنا، تلك القائمة، كما يبدو من كتاب افلاطون المعنون طيماوس، الذي حدد العناصر الخمسة مع المواد الصلبة الأفلاطونية. ارتبطت الأرض بالمكعب، الهواء مع المجسم الثماني الأضلاع، المياه مع العشريني، النار مع رباعي الاسطح، والسماوات مع الثنعشري.
رفض أرسطو النظرية الذرية، وعلل بدلا من ذلك العناصر الأرضية الأربعة مع حاسة اللمس:
- الهواء هو في المقام الأول رطب والمقام الثانوي ساخن.
- النار هي في المقام الأول ساخنة والمقام الثانوي جافة.
- الأرض هي في المقام الأول جافة والمقام الثانوي باردة.
- الماء هو في المقام الأول باردة والمقام الثانوي رطبة.

وقال انه حول نموذج سقراط المثالي إلى نظرية تهدف إلى تفسير الوجود من خلال تركيبة المادة والشكل. وقال انه تصور المادة كاحتمال أن يكون مستكن والتي يمكن تحقيقها من قبل مبدأ نشط مما يعطيها وجود حقيقي. سميت نظرية المادة والشكل باسم نظرية المادة المتشكلة.
كان تأثير أفكار ارسطو غير فعال على العالم القديم. صعود الرواقية يمثل عودة إلى الأفكار السابقة. بهم فئات هي محاولة تفسير كل الوجود دون الإشارة إلى أي شيء مادي.

### فيلو
فال فيلو أن المادة هي أساس الشر.

### أفلوطين
أحيا أفلوطين أفكار أفلاطون وأرسطو. قبل العديد من المسيحيين، مثل اوغسطينوس، أفكار أفلوطين على أنه أعظم من الفلاسفة الوثنيين. ترجمت أجزاء كتاب التاسوعات لأفلوطين إلى العربية باسم لاهوت أرسطو، مما أدى إلى ازدهار أرسطو الفلسفة في العالم الإسلامي. وصلت الترجمة الإسلامية إصدار أرسطو إلى جامعة باريس ومما استرغى اهتمام الرواقيين في دراسية الفلسفة، وأثرت بأعمال توما الأكويني.

## العلم الحديث
في العلم الحدث، ومن وجهة نظر فلسفية، فإن مصطلح «المادة» لا يزال يستخدم للتمييز بين جوانب الكون وبين الروح. نشوء الكيمياء  والفيزياء الحديثتان ادتا إلى العودة إلى نظريات الذرية. لكن نظريات الميكانيكا الكمومية و النسبية الخاصة عقدت الأمور إذ أدخلت المادة والطاقة والجسيمات والموجات كعوامل تحدد أصل المادة.

## مزيد من القراءة
- هنري لايكوك، نظريات المسألة نسخة محفوظة 4 نوفمبر 2016 على موقع واي باك مشين. (مقال; PDF)
- جدعون مانينغ (محرر.), المسألة تشكل في أوائل العلم الحديث والفلسفة ، ليدن، بريل، 2012.
- ماكيرنان مولين (محرر.), مفهوم المسألة في اليونانية فلسفة القرون الوسطى ، نوتردام، جامعة نوتردام الصحافة، 1965.
- ماكيرنان مولين (محرر.), مفهوم المسألة في الفلسفة الحديثة ، نوتردام، جامعة نوتردام الصحافة، 1978.

## وصلات خارجية
- - ويكاموس
- ببليوغرافيا على الخلطات أشياء الجماعية حيث[وصلة مكسورة] تحتفظ بها فيليب بلوم.